# Matamajaw
Le site patrimonial de pêche Matamajaw est un site historique situé à Causapscal au Bas-Saint-Laurent au Québec. Cet ancien club privé de pêche, le Matamajaw Salmon Club, est aujourd'hui le seul site historique de pêche sportive au saumon atlantique au Québec. Il est un bien culturel classé depuis 1984 et reconnu institution muséale par le ministère de la Culture et des Communications depuis février 2001. Ses aménagements permettent aux visiteurs de découvrir la pêche sportive, les habitudes de vie d'un club sélect et le saumon atlantique.

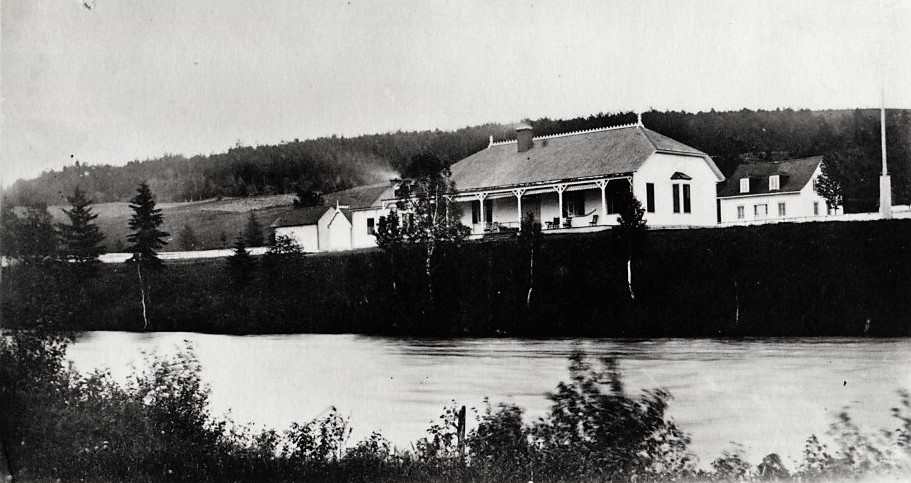
Camp de pêche de George Stephen à Causapscal

## Annexe